# Saison 5 de Secrets d'histoire
La cinquième saison de Secrets d'histoire est une émission de télévision historique présentée par Stéphane Bern.
Elle est diffusée du 12 juillet au 18 septembre 2011 sur France 2.

## Principe de l’émission
Chaque numéro retrace la vie d'un grand personnage de l'Histoire et met en lumière des lieux hautement emblématiques du patrimoine.
A l'exception des numéros diffusés durant l'été, les émissions sont constituées de différents reportages, entrecoupés de débats en plateaux au cours desquels Stéphane Bern s'entretient avec différents spécialistes (historiens, écrivains, chercheurs etc…).
Les numéros diffusés l'été, eux, sont construits comme de véritables documentaires. Stéphane Bern présente l'émission et raconte, avec Isabelle Benhadj en voix off, la vie de personnages historiques traités. Des visites des lieux où ils ont vécu s'entremêlent également avec des interviews d'historiens et d'extraits de films illustrant les événements historiques.

## Evolution de la ligne éditoriale
Interviewé par le journal le Point en août 2011, Stéphane Bern déclare : 

« Cette saison, nous avons pris un nouveau virage avec le numéro consacré à Claude Monet, qui sera diffusé le 30 août. Je pense aussi en consacrer un à Victor Hugo. Bref, Secrets d'histoire s'ouvrira à des artistes dont la dimension n'est pas seulement culturelle. »

## Liste des épisodes inédits

### Toutânkhamon: un trésor de pharaon

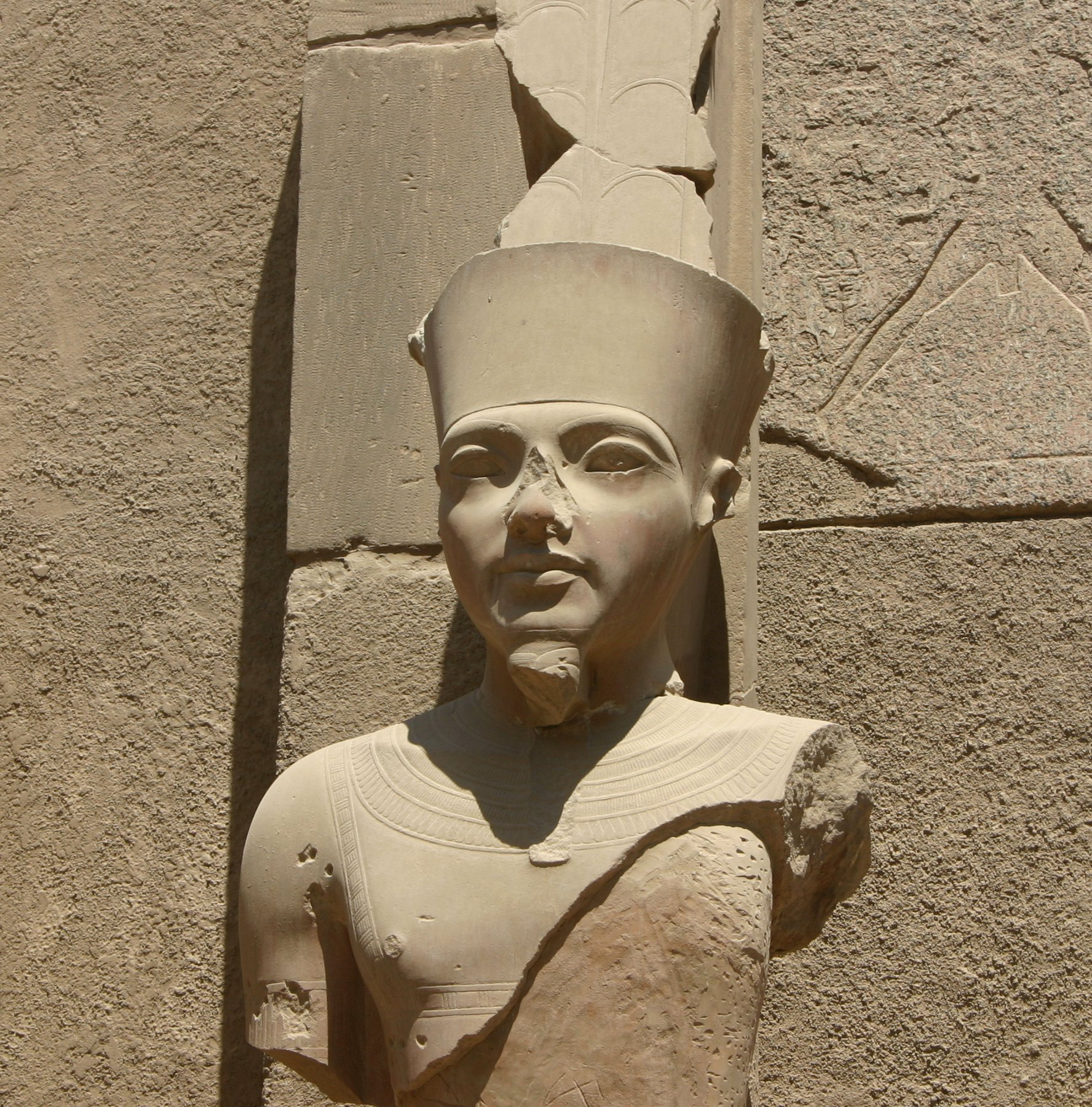
Statue de Toutânkhamon, Karnak.

#### Description
Ce documentaire s’intéresse au plus célèbre pharaon de l'histoire, Toutânkhamon, et à la découverte de sa tombe presque intacte par Howard Carter en 1922.
L’émission revient notamment sur l’une des crises les plus graves de l’histoire de l’Egypte, qui le conduisit sur le trône à l’âge de 9 ans, ainsi sur les morts mystérieuses de plusieurs égyptologues qui avaient pénétré dans son tombeau, ce qui fit naître la légende de la malédiction du pharaon.

#### Première diffusion
- France : 12 juillet 2011

#### Lieux de tournage
Parmi les lieux visités par l'émission, on retrouve notamment les pyramides du Caire, la célèbre Vallée des Rois à Louxor, le Tombeau de Toutânkhamon en Égypte et le Musée du Louvre à Paris,.

#### Liste des principaux intervenants
- Florence Maruejole - égyptologue
- Marc Gabolde - égyptologue
- Audran Labrousse - archéologue
- Christophe Barbotin - conservateur en chef au département des antiquités égyptiennes du musée du Louvre
- Patrick Berche - professeur à l'hôpital Necker à Paris
- Robert Vergnieux - chercheur au CNRS
- Zahi Hawass - archéologue et égyptologue
- Pierre Tallet - égyptologue
- Jean Claude Goyon - professeur émérite d'égyptologie
- Francis Janot - égyptologue[3],[4]

### François Ier: le roi des rois

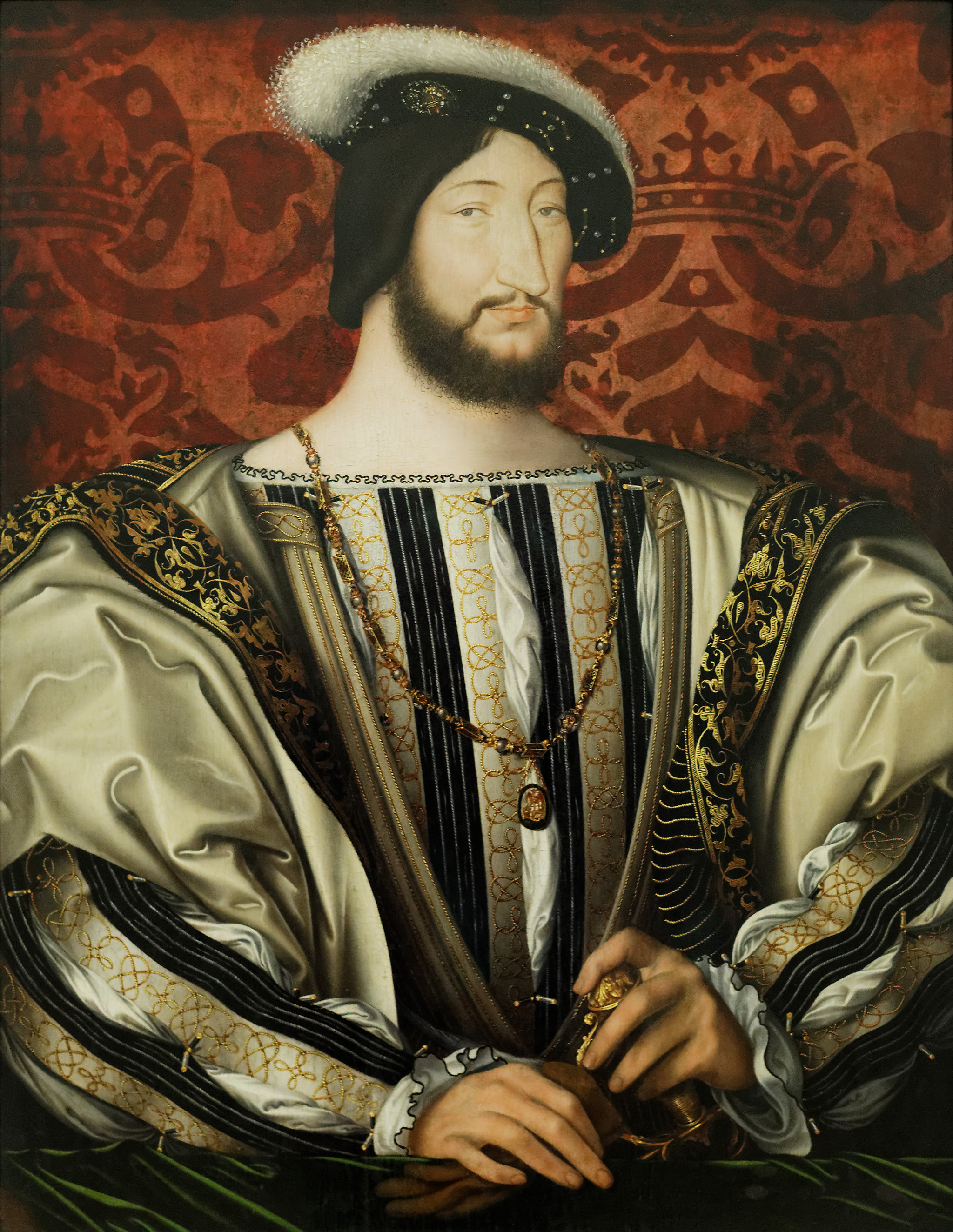
François Ier vers 1530 par Jean Clouet.

#### Description
Ce numéro est consacré au roi de France François Ier ainsi qu’aux nombreux châteaux qu’il fit construire au cours de son règne : Blois, Fontainebleau, Amboise, ou encore Chambord,.
L’émission revient sur son rôle de mécène, sa rencontre avec Léonard de Vinci ainsi que sur les frasques de sa vie amoureuse, et notamment ses relations avec ses deux favorites : Anne de Pisseleu, duchesse d'Étampes et Françoise de Foix, comtesse de Châteaubriant.

#### Diffusions
- France : 9 août 2011
- France : 25 mai 2020 (rediffusion)[8]

#### Accueil critique
Le magazine Télé-Loisirs note : « Témoignages passionnants, anecdotes savoureuses et réalisation dynamique rendent ce nouvel opus foisonnant et instructif ».

#### Lieux de tournage
Parmi les lieux visités par l'émission, on retrouve notamment :
- le Musée des Invalides et la Basilique Saint-Denis à Paris
- les châteaux de Blois, Fontainebleau, Chambord, Écouen, Amboise et du Clos Lucé[10],[11].

#### Liste des principaux intervenants
- Gonzague de Saint Bris - écrivain
- Franck Ferrand - écrivain
- Claude Dufresne - journaliste
- Monique Chatenet - historienne
- Pierre Gilles Girault - conservateur adjoint du château de Blois
- Jack Lang – ancien Ministre de la Culture et biographe
- Sylvie Le Clech - conservateur en chef du Patrimoine
- Marie Joëlle Louison-Lassablière - chercheur au CNRS
- Vincent Droguet - conservateur en chef du Château de Fontainebleau
- Michèle Bimbenet-Privat - conservatrice au Musée de la Renaissance à Ecouen
- François Halevy - maître de conférence à la Sorbonne Nouvelle.
- Serge Bramly - écrivain
- Nicolas Leroux - historien[10],[11]

### La reine Victoria ou l'empire des sens

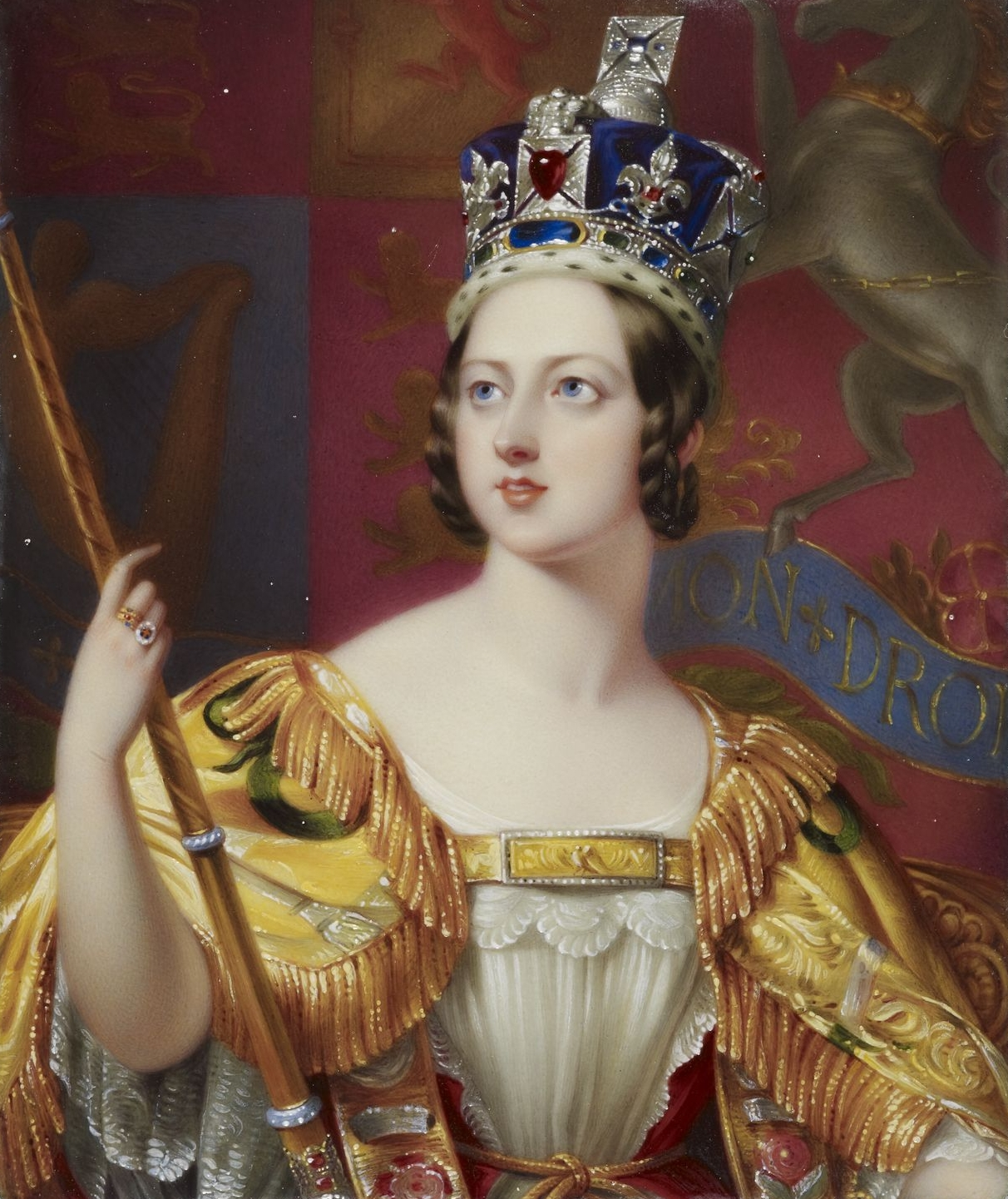
Portrait de couronnement de Victoria par George Hayter.

#### Description
Ce numéro retrace le destin de la reine du Royaume-Uni, Victoria, figure de l’histoire britannique au XIXe siècle.
Le documentaire propose de découvrir le quotidien de cette reine, passionnée d'art qui inspira le courant victorien, et qui adorait le parfum, les bijoux, les fêtes et la bonne chère,.
L’émission revient également sur les tourments de son règne, notamment la mort précoce de son mari Albert, qui fera vaciller quelque temps la Monarchie britannique, mais aussi sur son amitié avec Napoléon III et l'impératrice Eugénie, et enfin sur son séjour sur la Côte d'Azur.

#### Diffusions
- France : 16 août 2011
- France : 12 octobre 2020 (rediffusion)[15]

#### Accueil critique
Le magazine Télé-Loisirs note : « Une évocation délicieusement vivante de cette reine, bien illustrée et émaillée d'interventions très intéressantes de spécialistes ».
De son côté, l'hebdomadaire La Vie note : « Cet épisode de Secrets d'histoire - non dénué de longueurs - nous dévoile une face cachée de la reine : celle d'une profonde humaniste, d'une grande sensibilité, que les rencontres ont façonnée durant ses 63 ans passés au pouvoir ».

#### Lieux de tournage
Parmi les lieux visités par l’émission, on retrouve notamment l’ancienne résidence royale d’Osborne House sur l’île de Wight, le Palais de Buckingham, ainsi que les châteaux de Balmoral et de Windsor,.

#### Liste des principaux intervenants
- Franck Ferrand - écrivain
- Philippe Chassaigne - professeur d'histoire contemporaine
- Antoine D'Arjuzon - historien
- Philippe Alexandre - journaliste
- Béatrix de L'Aulnoit - journaliste
- Deirdre Murphy - conservatrice à Kensington Palace
- Lady Roberts - conservatrice des archives royales au château de Windsor
- Cyrille Boulay - écrivain
- Shrabani Basu - écrivain
- Michel de Decker - écrivain
- Matthew Sweet - historien
- Fréderic Lacaille - historien[18],[19]

### Nicolas Fouquet: le Soleil offusqué

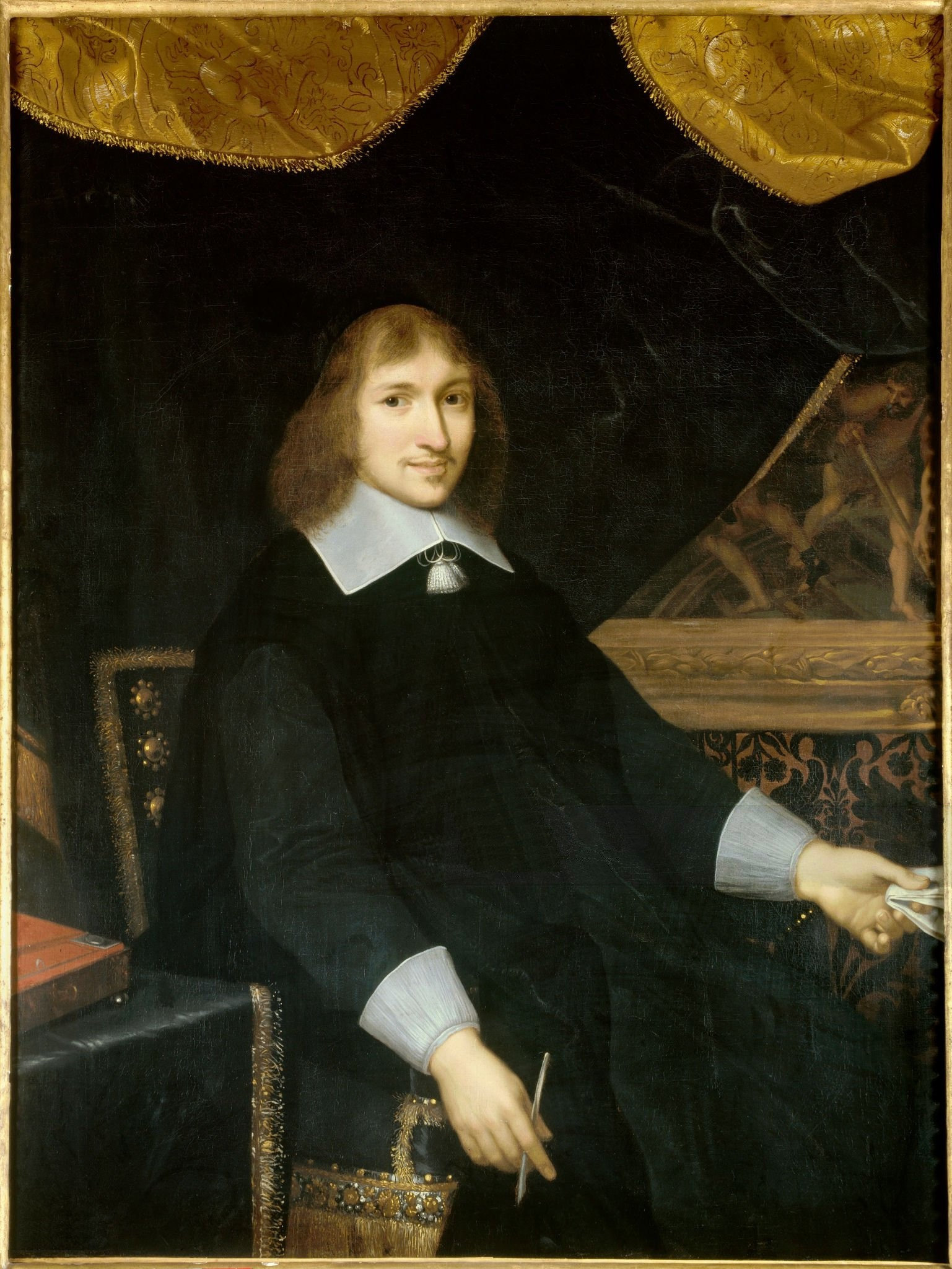
Portrait de Fouquet par Charles Le Brun.

#### Description
Ce numéro retrace la vie de Nicolas Fouquet, surintendant des finances du roi Louis XIV, qui connut une ascension fulgurante, avant d’être accusé du jour au lendemain d'avoir volé et trompé le roi, et qui termina sa vie en prison,.
Le documentaire propose de découvrir le Château de Vaux-le-Vicomte qu’il fit construire. L’émission revient également sur son rôle de mécène des plus grands artistes, ainsi que sur la fête grandiose qu’il donna dans son château, le 17 août 1661, qui passa pour la provocation de trop aux yeux du souverain Louis XIV,.

#### Première diffusion
- France : 23 août 2011

#### Accueil critique
Le magazine Télé-Loisirs note : « Une fresque historique passionnante, très documentée, bien éclairée par les interventions des spécialistes ».

#### Lieux de tournage
Parmi les lieux visités par l’émission, on retrouve notamment la Citadelle de Belle-Île-en-Mer, le Château de Vaux-le-Vicomte et le Château de Versailles,.

#### Liste des principaux intervenants
- Daniel Dessert - historien
- Jean d’Ormesson - écrivain et membre de l'Académie française
- Michel de Decker - historien et écrivain
- Jean-Joseph Couëdel - historien et écrivain
- Karin Hann - romancière
- Jean-Christian Petitfils - historien et écrivain
- Yves Jégo - député et romancier
- Geneviève Tinchant - conservatrice du musée de la citadelle Vauban
- Nicolas Milovanovic - conservateur des peintures du XVIIe siècle au Château de Versailles[24],[25]

### Claude Monet: jardins secrets à Giverny

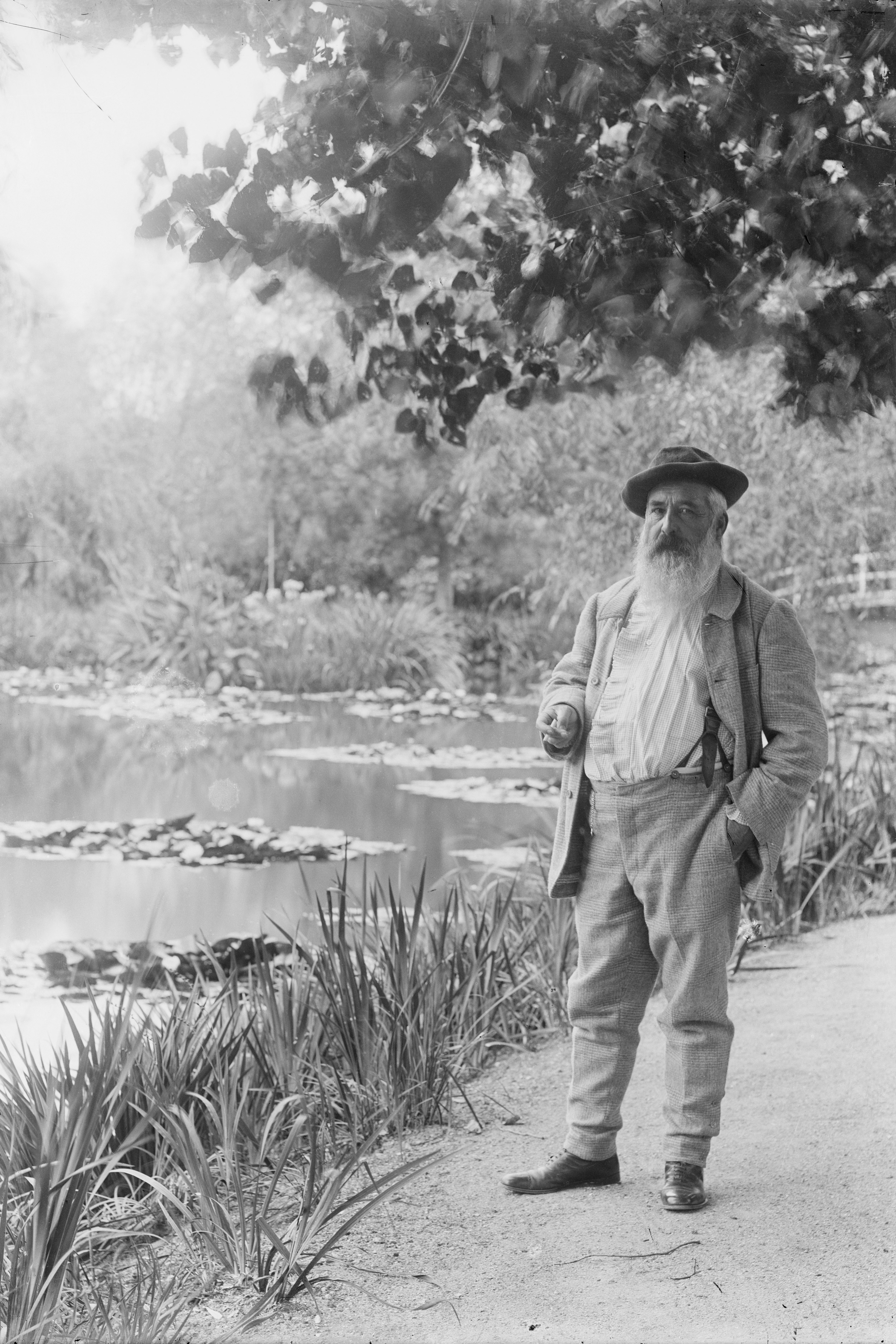
Claude Monet devant Les Nymphéas, dans son jardin à Giverny.

#### Description
À la suite de la rétrospective sur Claude Monet au Grand Palais à Paris en janvier 2011, ce numéro retrace la vie du peintre, et propose de découvrir les différents lieux qui ont marqué sa vie,.
L’émission revient sur son enfance, ainsi que sa carrière de peintre, tout en tentant de percer les secrets de sa personnalité. Le documentaire brosse ainsi le portrait d’un homme récalcitrant et parfois dépressif, loin de la quiétude de ses peintures,.

#### Première diffusion
- France : 30 août 2011

#### Accueil critique
Le magazine Télé-Loisirs note : « Une très belle évocation de la vie et de l'œuvre du peintre, très documentée et étayée d'interventions passionnantes ».
De son côté, le magazine Moustique note : « Malgré un commentaire un peu convenu, le document fourmille d’anecdotes, comme ce tableau de Cézanne que Monet gardait retourné contre le mur, car il se jugeait incapable d’atteindre une telle perfection. Les interventions des invités éclairent intelligemment le personnage, bourru cyclothymique, veuf à deux reprises qui se retrouva à la tête d’une drôle de tribu recomposée de huit enfants ».

#### Lieux de tournage
Parmi les lieux visités par l’émission, on retrouve notamment sa maison de Giverny, les falaises d’Étretat et les Canaux de Venise,.

#### Liste des principaux intervenants
- Michel de Decker - historien et biographe
- Pascal Bonafoux - historien d'art
- Marianne Alphant - historienne d'art
- Caroline Thompson - psychologue et essayiste
- Claire Joyes - femme du petit-fils d'Alice Monet
- Lauranne Neveu - attachée de conservation au Musée Marmottan
- Flavie Durand-Ruel - descendante de Paul Durand-Ruel
- Laurent Fabius - homme politique
- Alexandre Duval-Stalla - écrivain et juriste[29],[30]

### Sissi impératrice: amour, gloire et tragédie

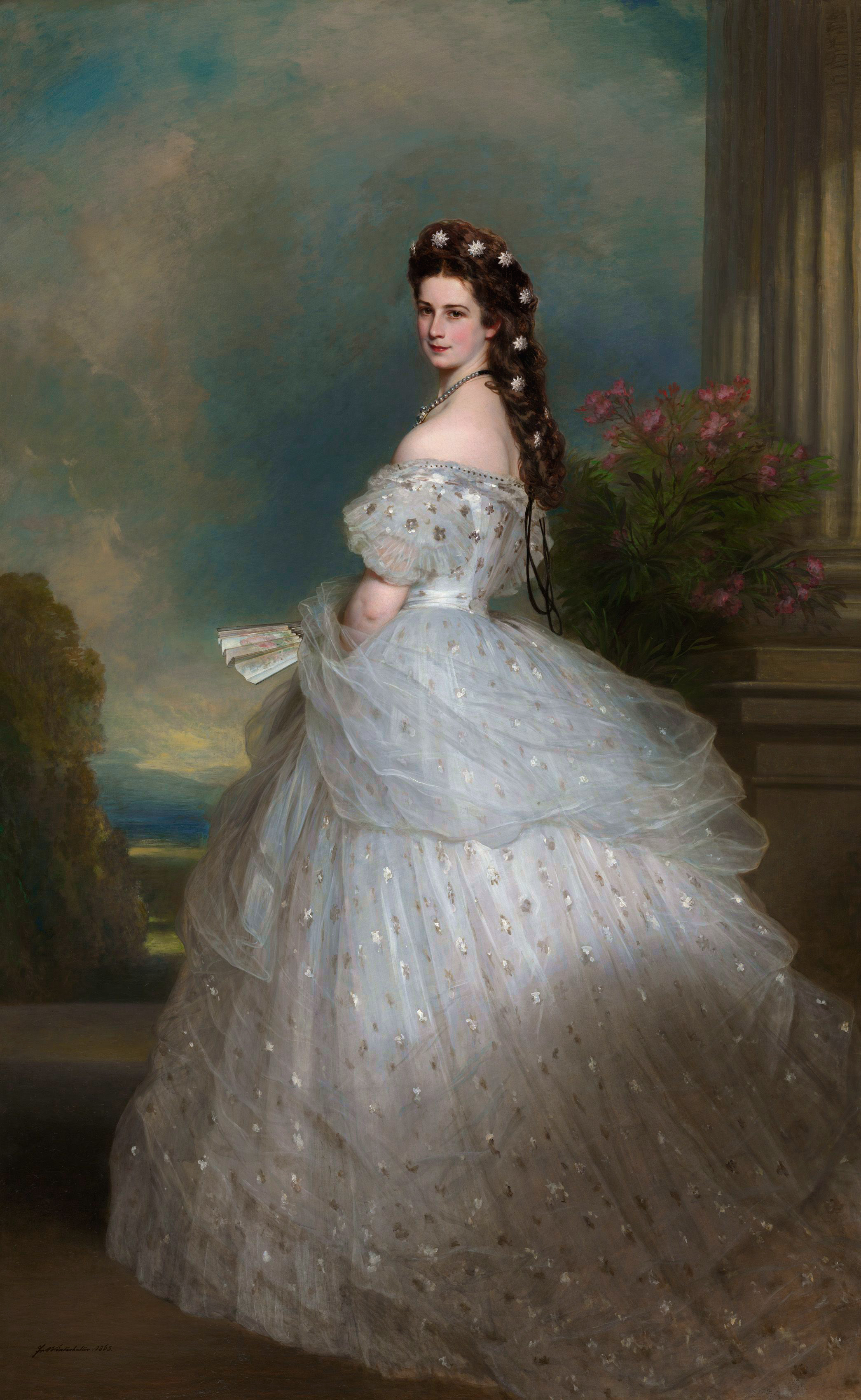
Portrait de l'impératrice Sissi par Winterhalter en 1865.

#### Description
Ce numéro retrace le destin d’Élisabeth de Wittelsbach, impératrice d’Autriche et reine de Hongrie, plus connue sous le surnom de « Sissi »,.
Le documentaire retrace les grandes étapes de sa vie : sa jeunesse bavaroise, son arrivée à la cour impériale de Vienne à l’âge de 20 ans, sa dépression, ses différents voyages entre la Grèce, l’Espagne et Corfou, et enfin son assassinat par un anarchiste italien à Genève en 1898,.
Au-delà de l’image de l’héroïne romantique et naïve laissée par l’actrice Romy Schneider dans les films d’Ernst Marischka, cette émission tente de brosser portrait de la véritable impératrice, une femme moderne et d'une détermination peu commune, passionnée d’équitation, de poésie et de voyages,.

#### Première diffusion
- France : 6 septembre 2011

#### Accueil critique
Le magazine Télé-Loisirs note : « Stéphane Bern restitue bien la mélancolie crépusculaire qui s'était abattue sur l'impératrice. Un épisode passionnant, riche en anecdotes ».

#### Lieux de tournage
Parmi les lieux visités par l’émission, on retrouve notamment le palais Achilleion à Corfou, le château de Gödöllő en Hongrie, ainsi que la Villa Hermès, le palais de la Hofburg et le Château de Schönbrunn à Vienne,.

#### Liste des principaux intervenants
- Jean Des Cars – écrivain et biographe
- Hortense Dufour – écrivaine et biographe
- Elisabeth Reynaud – écrivaine et biographe
- André Besson - écrivain et biographe
- Anne Ebert - conservatrice des Wagons impériaux au Musée technique de Vienne.
- Olivia Lichtscheidl - conservatrice du Musée Sissi à Vienne.
- Emmanuel de Waresquiel - historien[34],[35]

### Si les murs de l'Élysée pouvaient parler

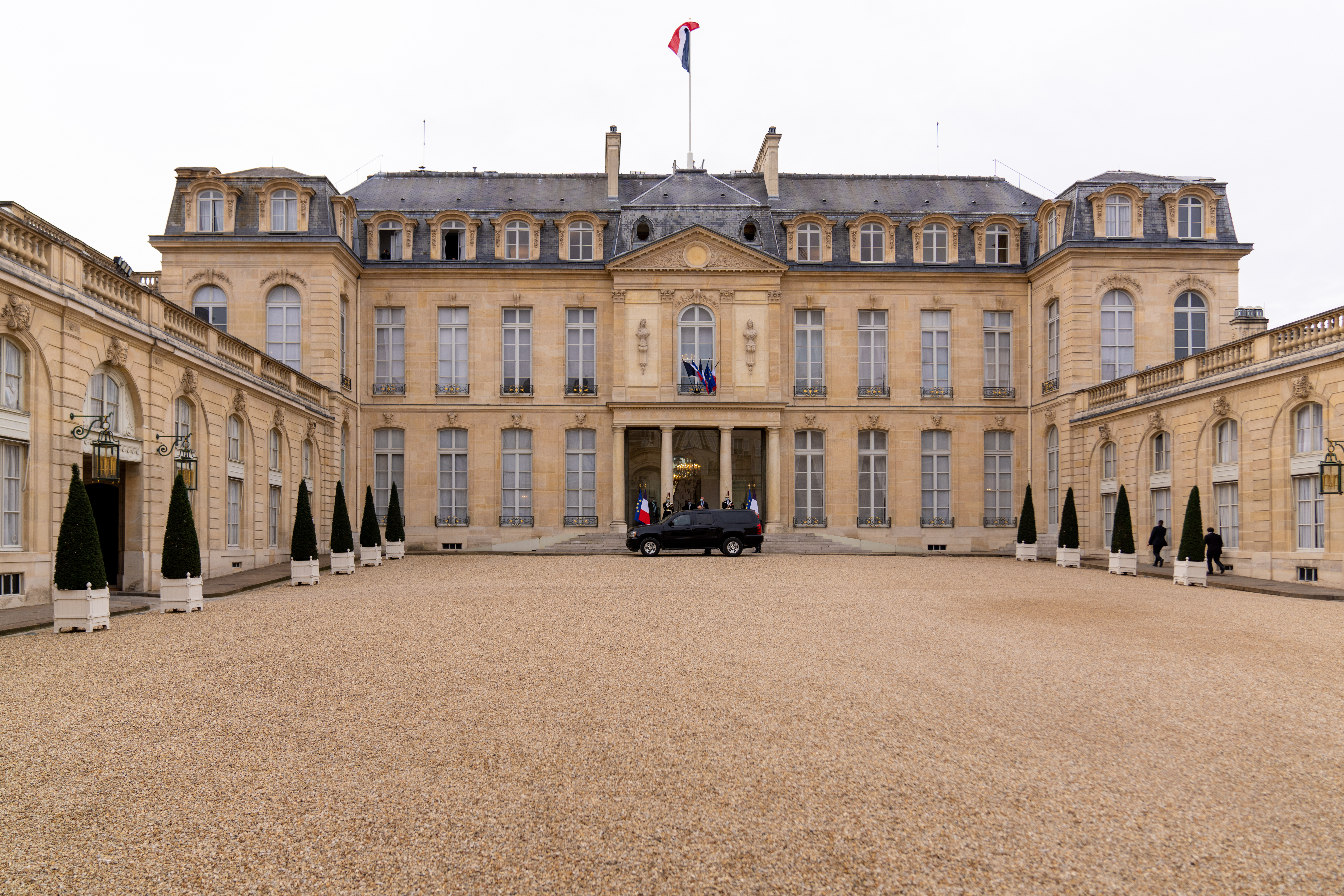
La façade du palais de l'Élysée vue depuis la cour.

#### Description
Ce numéro est consacré à l’Histoire et à la visite du Palais de l'Élysée, ancien hôtel particulier et siège de la présidence de la République depuis 1874,.
Le documentaire propose de découvrir chacune des pièces de ce monument ainsi que l’histoire de ses occupants successifs.
À l'occasion du tournage, Stéphane Bern déclare : « Les gardes républicains se sont prêtés de bonne grâce à nos facéties. Le chef de l'État a également fait ouvrir tous les salons dont le fameux salon Murat qui accueille le conseil des ministres ».
L’émission revient également sur l’acquisition de cette demeure par Madame de Pompadour en 1753, qui fit remanier l’intérieur aux frais de l’Etat, et réaménager les jardins en parc à l’anglaise, un style alors en vogue.

#### Diffusions
- France : 18 septembre 2011
- France : 16 mai 2017 (rediffusion)[38]

#### Accueil critique
L'hebdomadaire La Vie note : « Du PC Jupiter et sa foudre nucléaire au bureau présidentiel, la vie du lieu et de ses occupants défile sans grande originalité. Ici, un zoom sur le style des premières dames ; là, un rappel de quelques frasques mémorables. Que des histoires plus que rabattues. […] Un peu plus singulier : la mise en avant du rôle joué par le Mobilier national, service méconnu et véritable caverne aux merveilles de la République ».

#### Lieux de tournage
Parmi les lieux visités par l’émission, on retrouve notamment le salon d'argent, le salon de la marquise de Pompadour, la salle des fêtes, les jardins et le parc du Palais de l'Élysée,.

#### Liste des principaux intervenants
- Georges Poisson - historien
- Clémentine Portier-Kaltenbach - historienne
- Claude Dulong - historienne
- Michel de Decker - écrivain
- Christophe Barbier - journaliste
- Dominique Jamet - journaliste et écrivain
- Michel Tauriac - journaliste
- François d'Orcival - journaliste
- Éric Roussel - journaliste et écrivain
- Jacques Attali - journaliste
- Jean-Pierre Soisson - homme politique
- François Baroin - homme politique
- Jack Lang - homme politique
- Roland Dumas - homme politique
- Michel Charasse - homme politique[40],[41]

## Diffusion
En 2011, les émissions durent plus d'une heure et demie, à l'exception de celle sur Toutânkhamon qui dure environ une heure.
La grande majorité des émissions est diffusée en première partie de soirée, à l'exception de celle sur le Palais de l'Élysée qui est diffusée à 22h30.

## Audiences
| Rang | Première diffusion | Titre                                         | Description                                                             | Nombre de téléspectateurs | Part d'audience |
| ---- | ------------------ | --------------------------------------------- | ----------------------------------------------------------------------- | ------------------------- | --------------- |
| 1    | 12 juillet 2011    | Toutânkhamon : un trésor de pharaon           | Portrait de Toutânkhamon, onzième pharaon de la XVIIIe dynastie.        | 3 410 000                 | 14.5%           |
| 2    | 9 août 2011        | François Ier : le roi des rois                | Portrait de François Ier, roi de France.                                | 3 904 000                 | 18.6%           |
| 3    | 16 août 2011       | La reine Victoria ou l'empire des sens        | Portrait de Victoria au règne le plus long de l'histoire britannique.   | 3 572 000                 | 17.8%           |
| 4    | 23 août 2011       | Nicolas Fouquet : le Soleil offusqué          | Portrait de Nicolas Fouquet, surintendant des finances sous Louis XIV.  | 3 690 000                 | 16.4%           |
| 5    | 30 août 2011       | Claude Monet : jardins secrets à Giverny      | Portrait de Claude Monet, peintre impressionniste français.             | 2 989 000                 | 12.5%           |
| 6    | 6 septembre 2011   | Sissi impératrice : amour, gloire et tragédie | Portrait d'Élisabeth de Bavière dite « Sissi », impératrice d'Autriche. | 3 511 000                 | 13.6%           |
| 7    | 18 septembre 2011  | Si les murs de l'Élysée pouvaient parler      | Visite du Palais de l'Élysée.                                           | 1 600 000                 | 12%             |

Légende :
- Meilleurs scores de la saison.
- Moins bons scores de la saison.